# Ovo e dardo

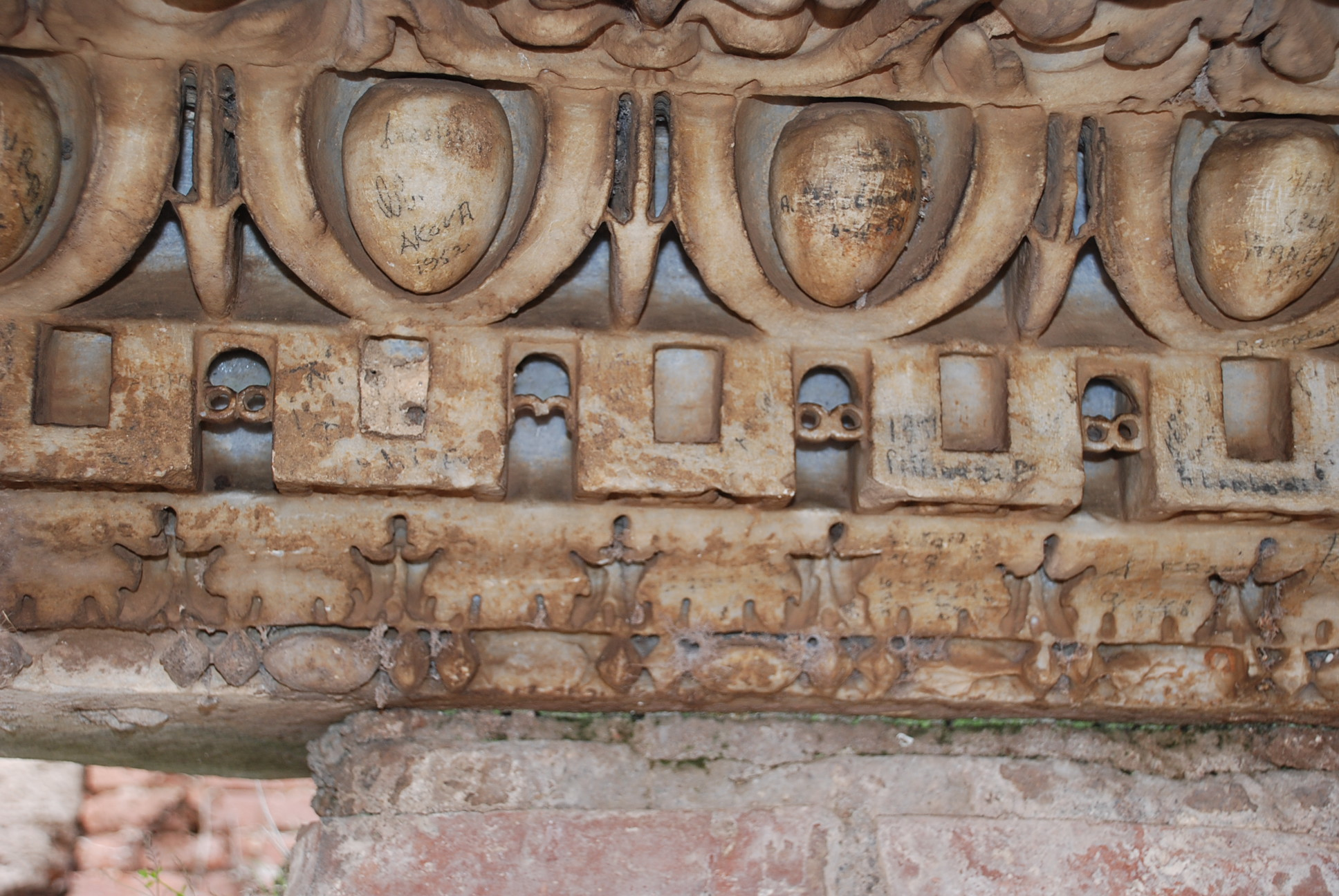
Motivo ovo e dardo em capitel de Óstia Antiga, Itália

Ovo e dardo ou ovo e língua é um padrão ornamental frequentemente gravado em molduras ovulares de madeira, pedra ou gesso que consiste em objetos em forma de ovo alternados com um elemento moldado como uma flecha, âncora ou dardo. O enriquecimento do ovo e dardo das molduras ovulares do capitel jônio é encontrado na arquitetura grega do Erecteu e foi utilizado pelos romanos.